# So Solid Crew
I So Solid Crew sono un gruppo musicale britannico, originario del quartiere londinese di Battersea e conosciuto soprattutto per il suo album d'esordio They Don't Know, pubblicato nel 2001.
Tra le loro hit vi sono 21 Seconds e Broken Silence.
Tra i membri principali della crew vi sono Lisa Maffia, Romeo MC e Harvey MC.

## Discografia
Album in studio
- 2001 - They Don't Know
- 2003 - 2nd Verse

Raccolte, mixtape e remix
- 2000 - MC Harvey and DJ Swiss of So Solid Crew Present UK Garage Mafia
- 2001 - Fuck It
- 2006 - The Time Is Now
- 2006 - Roll Deep Presents Grimey Vol. 1
- 2011 - So Solid Lost Tapes (Garage) Vol. 1
- 2011 - So Solid Lost Tapes (RNB) Vol. 2